# Tentativa sovietică de lovitură de stat din 1991
Tentativa sovietică de lovitură de stat din 1991 (19 august 1991), cunoscută și ca Puciul din august, Puciul Vodka ori Lovitura de stat din august, a fost o încercare a unui grup de conservatori comuniști sovietici de a-l răsturna de la putere pe președintele Mihail Gorbaciov și de a prelua controlul asupra țării. Liderii puciștilor erau comuniști radicali, care considerau că reformele lui Gorbaciov au mers prea departe și că noul tratat unional făcea ca puterea guvernului central să scadă prea mult, iar cea a guvernelor republicane să fie prea mare. Deși lovitura de stat a eșuat după numai trei zile de la declanșare, iar Gorbaciov s-a reîntors în fruntea statului, evenimentul a anulat orice posibilitate de păstrare a uniunii într-o formă mai puțin centralizată.

## Cadrul general
Din momentul în care a ajuns la putere în 1985, Gorbaciov a lansat un program ambițios de reforme, care, pentru publicul larg, a devenit cunoscut prin cele două denumiri emblematice: perestroika (reconstrucție) și glasnost (transparență). Inițiativele gorbacioviste s-au lovit imediat de rezistența și neîncrederea conservatorilor din cadrul sistemului comunist sovietic. Reformele au eliberat anumite forțe și mișcări la apariția cărora Gorbaciov nu se așteptase. În mod special a fost vorba de creșterea naționalismului în acele părți ale Uniunii Sovietice în care alte naționalități decât rușii erau majoritare. În rândurile liderilor sovietici au apărut temeri că unele dintre republicile unionale, sau chiar toate, aveau să părăsească statul federal. După negocieri anevoioase, republicile au căzut de acord asupra termenilor unui nou tratat unional, care le-ar fi transformat în republici independente într-o federație cu un președinte, politică externă și armată comune. Tratatul urma sa fie semnat pe 20 august 1991. Deși tratatul a fost conceput să salveze uniunea, conservatorii s-au temut că republicile mici, în special Estonia și Letonia, vor pretinde independența totală, și se vor alătura Lituaniei, care-și proclamase deja independența la 11 martie 1990.

## Tentativa de lovitură de stat

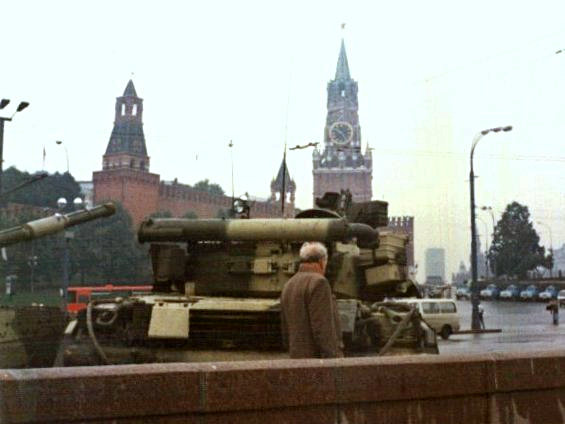
Tancuri în Piața Roșie din Moscova

Pe 19 august 1991, cu doar o zi înainte ca Gorbaciov și un număr de lideri republicani să se întâlnească și să semneze noul tratat, conservatorii, reuniți în ceea ce ei au numit Comitetul de Stat de Urgență (Государственный Комитет по Чрезвычайному Положению, ГКЧП), au încercat să preia puterea la Moscova. Puciștii au anunțat că Gorbaciov era bolnav și urma să fie eliberat din funcția de președinte. Gorbaciov era în vacanță în Crimeea, când s-a declanșat tentativa de lovitură de stat și a fost arestat acolo. Vicepreședintele Uniunii Sovietice, Ghennadi Ianaev, a fost numit președinte interimar. Printre cei opt membri ai Comitetului se aflau președintele KGB-ului, Vladimir Kriucikov, ministrul de interne, Boris Pugo, ministrul apărării, Dmitri Iazov și primul-ministru, Valentin Pavlov, absolut toți fiind numiți în posturi în timpul mandatului lui Gorbaciov. 
Vicepreședintele Ghennadi Ianaev, împreună cu alți lideri ai loviturii de stat, s-au grăbit să dea declarații la radio și televiziune, criticând într-un mod străveziu regimul președintelui răsturnat de la putere, pe care îl considerau incapabil să asigure liniștea și ordinea așteptată de cetățenii țării. În Moscova și Sankt Peterburg au avut loc demonstrații populare de amploare împotriva liderilor loviturii de stat. Faptul că între membrii de frunte ai conducerii armatei și aparatului de securitate existau disensiuni în legătură cu poziția care trebuie adoptată față de puciști, a împiedicat intervenția forțelor de ordine în reprimarea demonstrațiilor.
Președintele Republicii Sovietice Federative Socialiste Ruse Boris Elțîn s-a pus în fruntea rezistenței împotriva loviturii de stat în sediul parlamentului rus, așa-numita Casa Albă. Imediat după anunțul făcut de Ianaev, Elțin a luat poziție publică, condamnând cu vigoare acțiunea puciștilor. Într-un anumit moment al demonstrațiilor, Elțin s-a suit pe un tanc și a ținut un scurt discurs, folosindu-se de un megafon, condamnând „junta”. Prestația publică viguroasă a lui Elțin a contrastat în mod clar cu apariția palidă a lui Ianaev. Imaginea președintelui rus, prezentat pe toate posturile importante de știri din lume, a devenit emblema rezistenței la tentativa de lovitură de stat și i-a întărit extrem de mult poziția lui Elțin în țară și în străinătate. Un plan de atac împotriva sediului parlamentului, care urma să fie dat de Grupul Alfa, (forțele speciale ale KGB-ului), a fost abandonat după ce militarii au refuzat în grup să execute ordinele. O unitate de tancuri s-a alăturat lui Elțin și sprijinitorilor lui și a ocupat poziții defensive în jurul sediului parlamentului. 
Pe străzile învecinate au avut loc confruntări, trei protestatari fiind striviți de un tanc, dar, pe ansamblu, au fost surprinzător de puține violențe. Pe 21 august, marea majoritate a trupelor a trecut de partea demonstranților. Lovitura de stat a eșuat, iar Gorbaciov, care fusese ținut în arest la domiciliu în dacea sa din Crimeea, s-a reîntors la Moscova sub protecția forțelor credincioase lui Elțin. 
Odată întors la Moscova, Gorbaciov s-a purtat de parcă nu s-ar fi întâmplat nimic în cele trei zile de frământări. Reinstalat la putere, președintele a promis să-i elimine pe conservatori din partid. El a demisionat din funcția de Secretar General al Partidului Comunist al Uniunii Sovietice, partid care între timp fusese interzis de Elțin în Rusia, dar a rămas în funcția de Președinte al URSS. Eșecul loviturii de stat a dus la prăbușirea unor instituții unionale. Boris Elțin a preluat controlul asupra companiei de stat de televiziune și asupra principalelor ministere și agenții economice, iar, până în cele din urma, asupra întregii Rusii.

### Victime

Cele trei victime ale puciului pe unele din ultimele mărci poștale sovietice
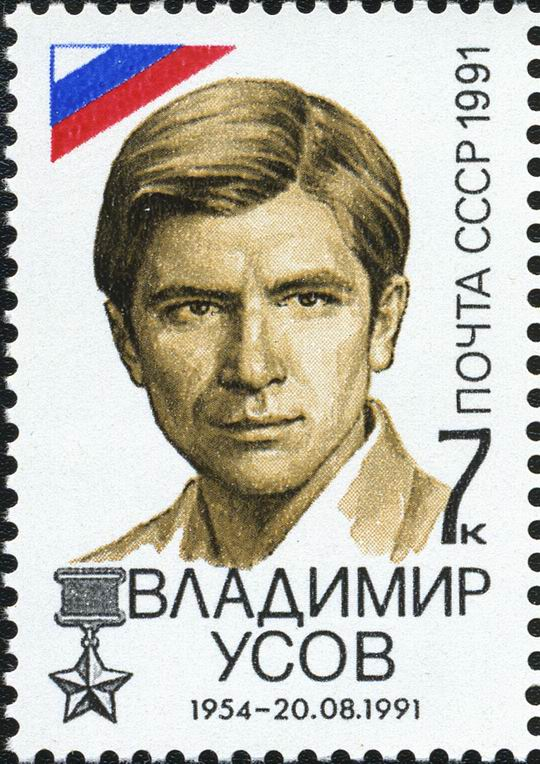
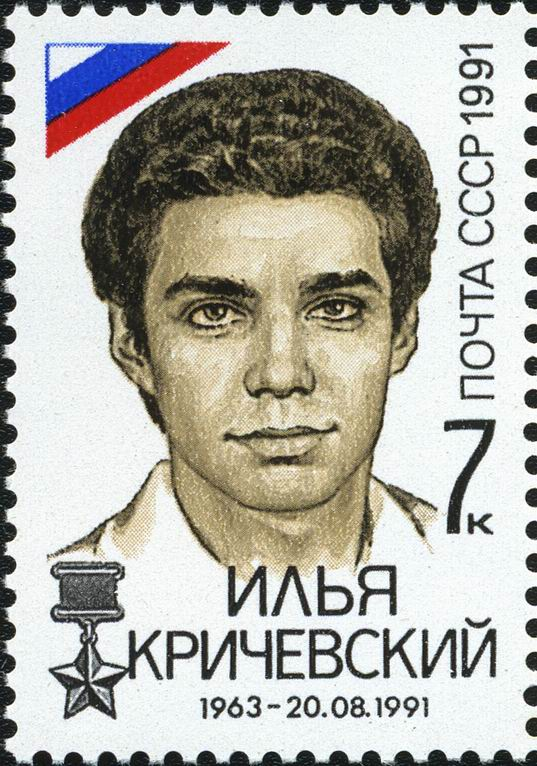
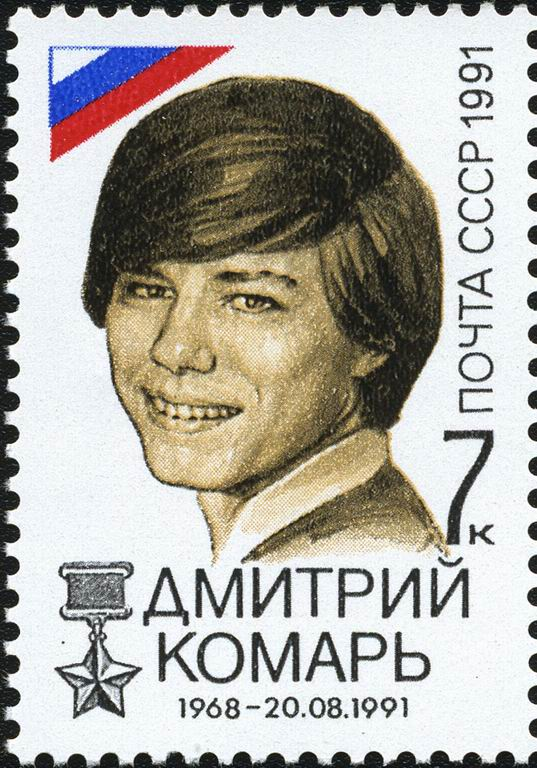

## Urmări

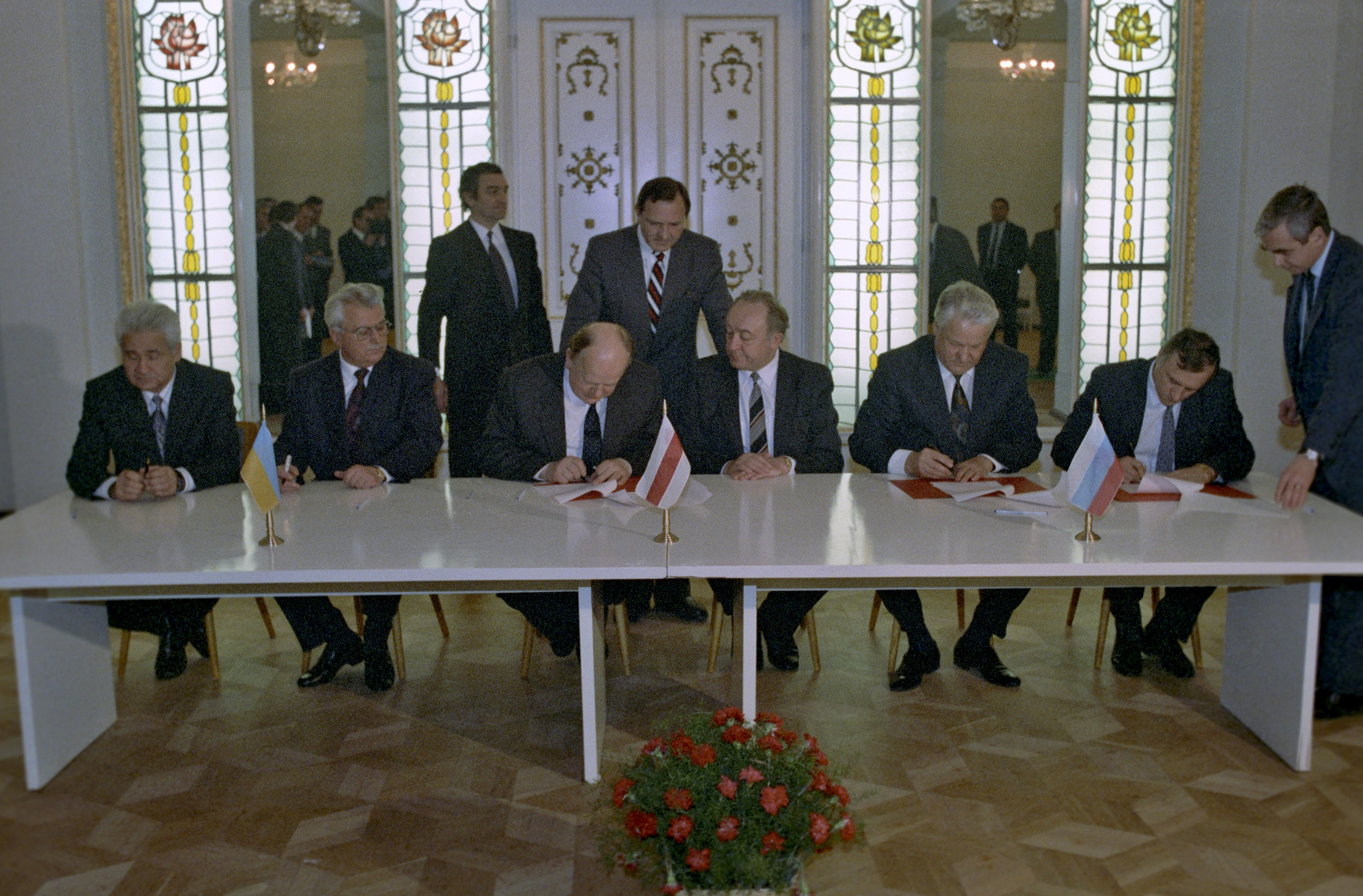
Semnarea Acordului de la Belaveja

Până în decembrie 1991, toate republicile își proclamaseră independența și unele negocieri pentru un alt tratat unional au început. În septembrie, independența statelor baltice – Estonia, Letonia și Lituania – a fost recunoscută de Uniunea Sovietică și „re-recunoscută” de Statele Unite și statele occidentale, care de-a lungul războiului rece consideraseră anexarea de către sovietici a națiunilor baltice ca fiind ilegală. De-a lungul a câteva luni după ce s-a reîntors la Moscova, Gorbaciov și sprijinitorii săi au făcut încercări pentru reinstaurarea stabilității și legitimității instituțiilor centrale. În noiembrie, șapte republici au căzut de acord asupra unui nou tratat unional, urmând să fie formată o confederație numită Uniunea Statelor Suverane. Ucraina nu a făcut parte din acest grup, iar Elțin a dat repede înapoi, căutând avantaje suplimentare pentru Rusia. Fără organizațiile partidului comunist, aflat într-un proces puternic de disoluție, uniunea nu a mai putut fi menținută. Din punctul de vedere al lui Elțin, participarea Rusiei la o nouă uniune era lipsită de sens, deoarece țara sa s-ar fi resimțit în mod inevitabil după crizele economice care aveau să apară în celelalte republici. 
Pe 8 decembrie, Elțin și președinții Belarusului și Ucrainei, 
Stanislav Șușkevici și Leonid Kravciuk, s-au întâlnit la Minsk, unde au pus bazele Comunității Statelor Independente și au anulat tratatul unional din 1922 prin care fusese constituită Uniunea Sovietică. A mai avut loc o ceremonie de semnare la Alma-Ata pe 21 decembrie, prin care alte cinci republici din Asia Centrală, Armenia și Azerbaidjanul s-au alăturat CSI-ului. Georgia s-a alăturat CSI-ului de-abia în 1993, iar țările baltice nu au dorit nicio clipă să facă parte din această nouă organizație. Pe 25 decembrie 1991, Gorbaciov, înfrânt, și-a anunțat demisia din funcția de președinte al unei țări care încetase să mai existe. Steagul roșu cu secera și ciocanul a fost coborât de pe catargul Kremlinului și a fost înlocuit cu steagul tricolor al Rusiei. La exact șase ani după ce Gorbaciov l-a numit pe Elțin în fruntea comitetului orășenesc de partid din Moscova, acesta din urmă devenea președintele celui mai întins stat succesor al Uniunii Sovietice. 
Colapsul Uniunii Sovietice, pe care președintele rus Vladimir Putin a numit-o în 2006 cea mai mare catastrofă geopolitică din secolul al XX-lea, a provocat crize economice în Rusia și în celelalte republici independente postsovietice, care au continuat pentru cel puțin încă cinci ani. Fosta superputere și-a pierdut poziția și influența pe arena politică internațională. În același timp, SUA și-au întărit pozițiile în mod corespunzător. Războiul rece a încetat odată cu dispariția Uniunii Sovietice, țările baltice fiind acceptate pe 29 martie 2004 ca membre ale NATO.